# Lange Nacht des Sports
Die Lange Nacht des Sports ist eine Veranstaltung, die dem Spitzen- und Breitensport, sowie dem Behinderten- und noch nicht bekannten Sportarten die Möglichkeit bietet, sich dem Publikum kostenfrei vorzustellen. Dabei haben die Besucher die Möglichkeit, sich kostenfrei auszuprobieren sowie Informationen zu den mitwirkenden Vereinen einzuholen. Die Schirmherrschaft wird durch Spitzensportler und Politiker übernommen.

## Geschichte
Die Premiere der Langen Nacht des Sports fand 2006 in München zur Fußball-WM statt, nachdem eine Veranstaltung im Jahr 2005 an fehlenden Sponsorengeldern gescheitert war.
Ein Jahr später griff der Verein SportSax das Konzept auf und richtete in den Städten Dresden und Leipzig eine Sportnacht aus.
2010 ging die Lange Nacht des Sports unter der Schirmherrschaft von Britta Steffen erstmals auf Deutschlandtour. Ausrichterstädte waren Erfurt, Halle, Dresden und Bochum.
Die Sportnacht entwickelte sich zu einer gefragten Veranstaltung. Im Jahr 2010 konnte sie mehr als 280.000 Besucher verzeichnen bei über 70 Sportarten pro Stadt.

## Konzept und Ziele
Die Lange Nacht des Sports steht unter dem Motto Sport im Herzen der Stadt: Der Sport steht bei dieser Art der Langen Nacht im Mittelpunkt, die Sportarten werden auf den Straßen und Plätzen der Innenstadt vorgeführt und laden das Publikum zum Mitmachen ein.

### Konzept
- Sport im Herzen der Stadt
- Sportarten auf Straßen und Plätzen
- Vereinssport im Mittelpunkt
- Breiten- und Spitzensport
- Mitmachprogramme und Turniere
- Rahmenprogramme und Prominente
- Show und Unterhaltung

### Ziele
- Effiziente Werbung
- Kompakte Informationen und Sport zum Anfassen
- direkte Kontaktaufnahme mit Sportanbietern
- bleibende Eindrücke

## Orte der Langen Nacht des Sports
| Jahr | Stadt                                  |
| ---- | -------------------------------------- |
| 2007 | Dresden                                |
| 2008 | Dresden, Leipzig                       |
| 2009 | Leipzig, Dresden                       |
| 2010 | Erfurt, Halle (Saale), Dresden, Bochum |
| 2011 | Leipzig                                |
| 2012 | Leipzig                                |